# Bradysia inundata
Bradysia inundata är en tvåvingeart som beskrevs av Lyudmila Komarova 2000. Bradysia inundata ingår i släktet Bradysia och familjen sorgmyggor. Inga underarter finns listade i Catalogue of Life.